# Great Chart with Singleton
Great Chart with Singleton es una parroquia civil del distrito de Ashford, en el condado de Kent (Inglaterra).

## Geografía
Según la Oficina Nacional de Estadística británica, Great Chart with Singleton tiene una superficie de 13,31 km².

## Demografía
Según el censo de 2001, Great Chart with Singleton tenía 4206 habitantes (48,91% varones, 51,09% mujeres) y una densidad de población de 316 hab/km². El 21,33% eran menores de 16 años, el 72,78% tenían entre 16 y 74 y el 5,9% eran mayores de 74. La media de edad era de 36,41 años. Del total de habitantes con 16 o más años, el 28,2% estaban solteros, el 55,06% casados y el 16,74% divorciados o viudos.
El 94,65% de los habitantes eran originarios del Reino Unido. El resto de países europeos englobaban al 2,19% de la población, mientras que el 3,16% había nacido en cualquier otro lugar. Según su grupo étnico, el 97,91% eran blancos, el 0,9% mestizos, el 0,45% asiáticos, el 0,52% negros, el 0,07% chinos y el 0,14% de cualquier otro. El cristianismo era profesado por el 77,58%, el budismo por el 0,12%, el hinduismo por el 0,14%, el judaísmo por el 0,26%, el islam por el 0,45%, el sijismo por el 0,07% y cualquier otra religión por el 0,24%. El 14,43% no eran religiosos y el 6,7% no marcaron ninguna opción en el censo.
2321 habitantes eran económicamente activos, 2251 de ellos (96,98%) empleados y 70 (3,02%) desempleados. Había 1823 hogares con residentes, 20 vacíos y 4 eran alojamientos vacacionales o segundas residencias.